# Urdaneta-Armsat
Urdaneta-Armsat est une série de nano-satellites hispano-arméniens développée par l'entreprise basque Satlantis Microsats en collaboration avec l'entreprise nationale arménienne Geocosmos au format CubeSat (16U). Le premier satellite de cette série, Armsat-1, est envoyé en orbite par l'Arménie en mai 2022, et devient ainsi le premier satellite arménien.

## Histoire

### Contexte et conception
L'Arménie cherche à développer un programme spatial à partir des années 2020, en particulier, elle cherche à acquérir une autonomie stratégique dans le domaine satellitaire. L'Arménie entreprend un double programme, d'une part, elle fait appel à la compagnie espagnole Satlantis Microsats pour développer avec sa compagnie nationale, Geocosmos, une série de satellites de recherche, Urdaneta-Armsat, et d'autre part, elle commence à développer un programme complètement arménien pour développer une autonomie stratégique, notamment à travers le satellite Hayasat-1, lancé à la fin de l'année 2023,,.
Les Urdaneta-Armsat sont ainsi une série de satellites commandés par l'Arménie ; ils sont équipés de l'appareil optique Satlantis iSIM-90 et sont destinés à servir à des fins d'observation non-militaire pour organiser l'agriculture et la sécurité. Ils pèsent 16,4kg et sont destinés à voler dans une orbite héliosynchrone à environ 530 km d'altitude. Ils sont censés avoir une espérance de vie de 4 ans. 

### Urdaneta-Armsat-1
Le premier satellite de la série, baptisé Urdaneta-Armsat-1, est envoyé en orbite le 25 mai 2022 depuis Cap Canaveral par une fusée Falcon 9, de SpaceX. Il s'agit du premier satellite arménien en orbite, et il est aussi décrit comme le premier satellite basque, étant donné que Satlantis est une entreprise basque.
La partie arménienne s'estime satisfaite du lancement et de l'opération de Armsat-1, elle décide donc de signer un contrat plus long avec Satlantis.

### Suites
Au moins un deuxième satellite est prévu. Pendant la guerre de 2023 au Haut-Karabagh, le satellite prend des photographies des zones qui sont soumises à des combats, mais les autorités arméniennes disent qu'il ne sert pas à des fins militaires. L'Arménie entreprend alors la construction d'un centre de contrôle en Arménie pour lui permettre de mieux contrôler et développer ses capacités spatiales, en relation avec ce satellite et les suivants.